# Lasciamoci respirare
Lasciamoci respirare è il 3º album di Mietta, pubblicato nel 1992 con etichetta Fonit Cetra.

## Descrizione
Il disco, che in soli tre giorni dall'uscita ottiene il disco d'oro, è stato registrato a Londra con la partecipazione di importanti musicisti stranieri, tra cui Geoff Westley. La canzone che dà il titolo all’album è scritta da Biagio Antonacci ed è cantata con Francesco Nuti, mentre il pezzo di chiusura Ti sto cercando è stato composto da Mariella Nava. Spazio anche per brani scritti dall'artista stessa, come Donna del sud e Vivrò vivrai vivremo noi composte insieme ad Antonello De Sanctis.
Cinque  i singoli estratti: Gente comune, Lasciamoci respirare, Acqua di mare, realizzata anche in versione remix, Donna del sud e Sto senza te, scritta da Sergio Laccone, uscita in versione singola (non supportata da un vero e proprio cd) e presentata al Festival italiano 1993.
Tra gli autori anche Maurizio Fabrizio, Roberto Casini e Philippe Leon.
Gli arrangiamenti sono stati curati da Mario Zannini Quirini.

## Tracce
1. Vivrò vivrai vivremo noi - 4:56
2. Lasciamoci respirare (con Francesco Nuti) - 5:57
3. L'ultimo dei re - 4:16
4. Chiara - 5:24
5. Gente comune - 4:07
6. Sto senza te - 4:15
7. Acqua di mare - 5:30
8. Scendono le lacrime - 5:07
9. Innamorato - 5:05
10. Donna del sud - 5:04
11. Io ti lascio andare - 4:50
12. Ti sto cercando - 5:05

## Formazione
- Mietta – voce
- Luca Trolli – batteria
- Mario Zannini Quirini – tastiera
- Geoff Westley – tastiera, programmazione
- Stefano Profeta – programmazione, cori
- David Pieralisi – chitarra
- Antonio Giordano – programmazione
- Pippo Matino – basso
- Stuart Elliott – batteria
- Alan Derby – chitarra
- Massimo Fumanti – chitarra
- Andy Pask – basso
- Marco Petriaggi – chitarra
- Frank Ricotti – percussioni
- Roy Gillard – violino
- Steve Waterman – tromba
- Malcolm Griffiths – trombone
- Jamie Talbot – sax
- Laura Angeli, Pino Marinaccio – cori